# Phyllodromica polita
Phyllodromica polita är en kackerlacksart som först beskrevs av Krauss 1888.  Phyllodromica polita ingår i släktet Phyllodromica och familjen småkackerlackor. Inga underarter finns listade i Catalogue of Life.